# FIBA Americas League 2019
La FIBA Americas League 2019 è stata la 12ª e ultima edizione del massimo campionato di pallacanestro tra club americani organizzato dalla FIBA Americas.

## Squadre
|                            | Squadre qualificate      | Squadre promosse dalla fase precedente                                                       |
| -------------------------- | ------------------------ | -------------------------------------------------------------------------------------------- |
| Fase a gironi (16 squadre) | - 16 squadre qualificate |                                                                                              |
| Semifinali (8 squadre)     |                          | - 4 squadre vincitrici di ogni gruppo - 4 squadre seconde qualificate di ogni gruppo         |
| Final Four (4 squadre)     |                          | - 2 squadre vincitrici di ogni semifinale - 2 squadre seconde qualificate di ogni semifinale |

### Squadre partecipanti
| Fase a gironi                 | Fase a gironi                | Fase a gironi                      | Fase a gironi             |
| ----------------------------- | ---------------------------- | ---------------------------------- | ------------------------- |
| San Lorenzo C (1°)            | Mogi das Cruzes (2°)         | Soles de Mexicali (1°)             | Capitanes de Arecibo (1°) |
| San Martín de Corrientes (2°) | Franca LS                    | Capitanes de Ciudad de México (2°) | Leones de Ponce (4°)      |
| Atenas (3°)                   | Las Animas (1°)              | Libertadores de Querétaro (WC)     | Malvín (1°)               |
| Paulistano (1°)               | Titanes de Barranquilla (1°) | Real Estelí                        | Guaros de Lara (1°)       |

Le note tra parentesi indicano la modalità di qualificazione di ogni squadra.
- 1°, 2°, ecc.: Posizioni in campionato prima dei playoff
- C: Campione in carica
- LS: Vincitrice della Liga Sudamericana
- WC: Wild Card

Note
1. ↑  Nota Wild Card: I campioni panamensi dell'Universitarios de Panamá si sono rifiutati di partecipare, quindi la FIBA ha invitato i Libertadores de Querétaro.[2]

## Fase a gironi

### Gruppo A
Località: São Paulo, Brasile

| Pos | Squadra                 | G | V | P | PF  | PS  | DP  | Pt | Qualificazione              |
| --- | ----------------------- | - | - | - | --- | --- | --- | -- | --------------------------- |
| 1   | Paulistano (H)          | 3 | 3 | 0 | 262 | 180 | +82 | 6  | Qualificate alle semifinali |
| 2   | Atenas                  | 3 | 1 | 2 | 217 | 227 | −10 | 4  | Qualificate alle semifinali |
| 3   | Malvín                  | 3 | 1 | 2 | 214 | 253 | −39 | 4  |                             |
| 4   | Titanes de Barranquilla | 3 | 1 | 2 | 231 | 284 | −53 | 4  |                             |

| Giorno     | Orario | Squadra 1               | Risultato | Squadra 2               |
| ---------- | ------ | ----------------------- | --------- | ----------------------- |
| 18 gennaio | 18:10  | Atenas                  | 78 – 66   | Malvín                  |
| 18 gennaio | 20:30  | Paulistano              | 102 – 55  | Titanes de Barranquilla |
| 19 gennaio | 18:10  | Titanes de Barranquilla | 79 – 76   | Atenas                  |
| 19 gennaio | 20:30  | Malvín                  | 62 – 78   | Paulistano              |
| 20 gennaio | 18:10  | Malvín                  | 106 – 97  | Titanes de Barranquilla |
| 20 gennaio | 20:30  | Paulistano              | 82 – 63   | Atenas                  |

Nota: Tutti gli orari fanno riferimento al fuso orario UTC-2.

### Gruppo B
Località: Città del Messico, Messico

| Pos | Squadra           | G | V | P | PF  | PS  | DP  | Pt | Qualificazione              |
| --- | ----------------- | - | - | - | --- | --- | --- | -- | --------------------------- |
| 1   | Franca            | 3 | 3 | 0 | 285 | 224 | +61 | 6  | Qualificate alle semifinali |
| 2   | Capitanes (H)     | 3 | 2 | 1 | 254 | 246 | +8  | 5  | Qualificate alle semifinali |
| 3   | Soles de Mexicali | 3 | 1 | 2 | 225 | 249 | −24 | 4  |                             |
| 4   | Real Estelí       | 3 | 0 | 3 | 235 | 280 | −45 | 3  |                             |

| Giorno     | Orario | Squadra 1         | Risultato | Squadra 2         |
| ---------- | ------ | ----------------- | --------- | ----------------- |
| 25 gennaio | 18:40  | Franca            | 91 – 68   | Soles de Mexicali |
| 25 gennaio | 21:00  | Capitanes         | 93 – 82   | Real Estelí       |
| 26 gennaio | 17:40  | Real Estelí       | 70 – 100  | Franca            |
| 26 gennaio | 20:00  | Soles de Mexicali | 70 – 75   | Capitanes         |
| 27 gennaio | 17:10  | Soles de Mexicali | 87 – 83   | Real Estelí       |
| 27 gennaio | 19:30  | Capitanes         | 86 – 94   | Franca            |

Nota: Tutti gli orari fanno riferimento al fuso orario UTC-6.

### Gruppo C
Località: Valdivia, Cile

| Pos | Squadra                  | G | V | P | PF  | PS  | DP  | Pt | Qualificazione              |
| --- | ------------------------ | - | - | - | --- | --- | --- | -- | --------------------------- |
| 1   | San Lorenzo              | 3 | 3 | 0 | 267 | 207 | +60 | 6  | Qualificate alle semifinali |
| 2   | Las Animas (H)           | 3 | 2 | 1 | 252 | 271 | −19 | 5  | Qualificate alle semifinali |
| 3   | San Martín de Corrientes | 3 | 1 | 2 | 211 | 215 | −4  | 4  |                             |
| 4   | Mogi das Cruzes          | 3 | 0 | 3 | 254 | 291 | −37 | 3  |                             |

| Giorno     | Orario | Squadra 1                | Risultato | Squadra 2                |
| ---------- | ------ | ------------------------ | --------- | ------------------------ |
| 1 febbraio | 18:40  | San Lorenzo              | 103 – 78  | Mogi Das Cuzes           |
| 1 febbraio | 21:00  | Las Animas               | 74 – 72   | San Martín de Corrientes |
| 2 febbraio | 18:40  | San Martín de Corrientes | 59 – 71   | San Lorenzo              |
| 2 febbraio | 21:00  | Mogi Das Cruzes          | 106 – 108 | Las Animas               |
| 3 febbraio | 19:10  | Mogi Das Cruzes          | 70 – 80   | San Martín de Corrientes |
| 3 febbraio | 21:30  | Las Animas               | 70 – 93   | San Lorenzo              |

Nota: Tutti gli orari fanno riferimento al fuso orario UTC-4.

### Gruppo D
Località: Ponce, Porto Rico

| Pos | Squadra                   | G | V | P | PF  | PS  | DP  | Pt | Qualificazione              |
| --- | ------------------------- | - | - | - | --- | --- | --- | -- | --------------------------- |
| 1   | Guaros de Lara            | 3 | 3 | 0 | 259 | 245 | +14 | 6  | Qualificate alle semifinali |
| 2   | Capitanes de Arecibo      | 3 | 2 | 1 | 261 | 252 | +9  | 5  | Qualificate alle semifinali |
| 3   | Libertadores de Querétaro | 3 | 1 | 2 | 272 | 287 | −15 | 4  |                             |
| 4   | Leones de Ponce (H)       | 3 | 0 | 3 | 281 | 289 | −8  | 3  |                             |

| Giorno      | Orario | Squadra 1                 | Risultato | Squadra 2                 |
| ----------- | ------ | ------------------------- | --------- | ------------------------- |
| 8 febbraio  | 18:10  | Capitanes de Arecibo      | 81 – 84   | Guaros de Lara            |
| 8 febbraio  | 20:30  | Leones de Ponce           | 109 – 112 | Libertadores de Querétaro |
| 9 febbraio  | 18:10  | Libertadores de Querétaro | 75 – 86   | Capitanes de Arecibo      |
| 9 febbraio  | 20:30  | Guaros de Lara            | 83 – 79   | Leones de Ponce           |
| 10 febbraio | 17:10  | Guaros de Lara            | 92 – 85   | Libertadores de Querétaro |
| 10 febbraio | 19:30  | Leones de Ponce           | 93 – 94   | Capitanes de Arecibo      |

Nota: Tutti gli orari fanno riferimento al fuso orario UTC-4.

## Semifinali

### Gruppo E
Località: Franca, Brasile

| Pos | Squadra    | G | V | P | PF  | PS  | DP  | Pt | Qualificazione              |
| --- | ---------- | - | - | - | --- | --- | --- | -- | --------------------------- |
| 1   | Paulistano | 3 | 3 | 0 | 275 | 231 | +44 | 6  | Qualificate alle Final Four |
| 2   | Capitanes  | 3 | 2 | 1 | 253 | 246 | +7  | 5  | Qualificate alle Final Four |
| 3   | Franca (H) | 3 | 1 | 2 | 255 | 243 | +12 | 4  |                             |
| 4   | Atenas     | 3 | 0 | 3 | 219 | 282 | −63 | 3  |                             |

| Giorno   | Orario | Squadra 1  | Risultato | Squadra 2  |
| -------- | ------ | ---------- | --------- | ---------- |
| 8 marzo  | 19:10  | Franca     | 99 – 77   | Atenas     |
| 8 marzo  | 21:30  | Paulistano | 98 – 81   | Capitanes  |
| 9 marzo  | 19:10  | Capitanes  | 79 – 74   | Franca     |
| 9 marzo  | 21:30  | Atenas     | 68 – 90   | Paulistano |
| 10 marzo | 19:10  | Franca     | 82 – 87   | Paulistano |
| 10 marzo | 21:30  | Capitanes  | 93 – 74   | Atenas     |

Nota: Tutti gli orari fanno riferimento al fuso orario UTC-3.

### Gruppo F
Località: Buenos Aires, Argentina

| Pos | Squadra              | G | V | P | PF  | PS  | DP  | Pt | Qualificazione              |
| --- | -------------------- | - | - | - | --- | --- | --- | -- | --------------------------- |
| 1   | Guaros de Lara       | 3 | 3 | 0 | 245 | 209 | +36 | 6  | Qualificate alle Final Four |
| 2   | San Lorenzo (H)      | 3 | 2 | 1 | 241 | 181 | +60 | 5  | Qualificate alle Final Four |
| 3   | Capitanes de Arecibo | 3 | 1 | 2 | 228 | 254 | −26 | 4  |                             |
| 4   | Las Animas           | 3 | 0 | 3 | 186 | 256 | −70 | 3  |                             |

| Giorno   | Orario | Squadra 1            | Risultato | Squadra 2            |
| -------- | ------ | -------------------- | --------- | -------------------- |
| 15 marzo | 19:10  | Guaros de Lara       | 90 – 88   | Capitanes de Arecibo |
| 15 marzo | 21:30  | San Lorenzo          | 89 – 53   | Las Ánimas           |
| 16 marzo | 19:10  | Las Ánimas           | 64 – 89   | Guaros de Lara       |
| 16 marzo | 21:30  | Capitanes de Arecibo | 62 – 95   | San Lorenzo          |
| 17 marzo | 19:10  | Capitanes de Arecibo | 78 – 69   | Las Ánimas           |
| 17 marzo | 21:30  | San Lorenzo          | 57 – 66   | Guaros de Lara       |

Nota: Tutti gli orari fanno riferimento al fuso orario UTC-3.

## Final Four
|  | Semifinali     | Semifinali     | Semifinali     |                |             | Finale          | Finale          | Finale          |  |
|  |                |                |                |                |             |                 |                 |                 |  |
|  | Paulistano     | Paulistano     | 58             |                |             |                 |                 |                 |  |
|  | Paulistano     | Paulistano     | 58             |                |             |                 |                 |                 |  |
|  | San Lorenzo    | San Lorenzo    | 76             |                |             |                 |                 |                 |  |
|  | San Lorenzo    | San Lorenzo    | 76             |                | San Lorenzo | San Lorenzo     | 64              |                 |  |
|  |                |                |                |                | San Lorenzo | San Lorenzo     | 64              |                 |  |
|  |                |                | Guaros de Lara | Guaros de Lara | 61          |                 |                 |                 |  |
|  | Guaros de Lara | Guaros de Lara | Guaros de Lara | Guaros de Lara | 61          | 81              |                 |                 |  |
|  | Guaros de Lara | Guaros de Lara |                |                |             | 81              |                 |                 |  |
|  | Capitanes C.M. | Capitanes C.M. | 66             |                |             | Finale 3º posto | Finale 3º posto | Finale 3º posto |  |
|  | Capitanes C.M. | Capitanes C.M. | 66             |                |             |                 |                 |                 |  |
|  |                |                |                |                |             |                 |                 |                 |  |
|  |                |                |                |                |             | Paulistano      | Paulistano      | 100             |  |
|  |                |                |                |                |             | Paulistano      | Paulistano      | 100             |  |
|  |                |                |                |                |             | Capitanes C.M.  | Capitanes C.M.  | 78              |  |

### Semifinali

#### Guaros de Lara - Capitanes
| Arbitri: | Cristiano Maranho Leandro Lezcano Julio Anaya |

|                                            |            |                                       |
| Colmenares 18 Harper 16 Guillént, Vargas 8 | Punti      | 18 Oglivie 16 Mendoza, Romero 6 Girón |
| Guillent 4                                 | Assist     | 6 Gutiérrez                           |
| Colmenares 9                               | Rimbalzi   | 8 Romero                              |
| Fernando Duró                              | Allenatori | Ramón Díaz                            |

#### Paulistano - San Lorenzo
| Arbitri: | Alejandro Sanchez Varela Andres Bartel Omar Bermudez |

|                                        |            |                                 |
| Yago 24 Roquemore 9 Carvalho, Hubner 7 | Punti      | 18 Vildoza 17 Tucker 12 Calfani |
| da Silva, de Paula 2                   | Assist     | 5 Mata                          |
| Hubner 8                               | Rimbalzi   | 9 Anthony                       |
| Régis Marrelli                         | Allenatori | Gonzalo García                  |

### Finali

#### Finale 3º/4º posto
| Arbitri: | Leandro Lezcano Alejandro Sanchez Varela Leonardo Damián Zalazar |

|                               |            |                                                                |
| Romero 22 Oglivie 17 Girón 14 | Punti      | 16 Ferreira, Roquemore Lenz 15 Carvalho, Hubner, dos Santos 11 |
| Mendoza 7                     | Assist     | 6 Roquemore                                                    |
| Romero 8                      | Rimbalzi   | 7 de Paula                                                     |
| Régis Marrelli                | Allenatori | Ramón Díaz                                                     |

#### Finale
| Arbitri: | Cristiano Maranho Omar Bermudez Julio Anaya |

|                                |            |                                    |
| Tucker 21 Calfani 10 Vildoza 9 | Punti      | 17 Green 12 Williams 10 Colmenares |
| Vildoza 4                      | Assist     | 4 Vargas                           |
| Mata 13                        | Rimbalzi   | 10 Colmenares                      |
| Gonzalo García                 | Allenatori | Fernando Duró                      |

| Quintetto titolare | Quintetto titolare | Quintetto titolare | Pt   | Rim  | Ass  |
| ------------------ | ------------------ | ------------------ | ---- | ---- | ---- |
| P                  | 11                 | José Vildoza       | 9    | 1    | 4    |
| AP                 | 2                  | Dar Tucker         | 21   | 4    | 2    |
| AP                 | 4                  | Marcos Mata        | 6    | 13   | 2    |
| AG                 | 21                 | Mathías Calfani    | 10   | 2    | 0    |
| AC                 | 55                 | Jerome Meyinsse    | 4    | 1    | 0    |
| Panchina:          |                    |                    |      |      |      |
| P                  | 3                  | Matias Morera      | n.e. | n.e. | n.e. |
| AG                 | 4                  | Diego Lo Grippo    | n.e. | n.e. | n.e. |
| P                  | 5                  | Donald Sims        | 9    | 0    | 2    |
| PG                 | 7                  | Nicolás Aguirre    | 0    | 0    | 0    |
| GA                 | 10                 | Máximo Fjellerup   | 0    | 2    | 0    |
| GA                 | 17                 | Cristian Cardo     | n.e. | n.e. | n.e. |
| C                  | 50                 | Joel Anthony       | 5    | 10   | 0    |
| Allenatore:        |                    |                    |      |      |      |
| Gonzalo García     |                    |                    |      |      |      |

| San Lorenzo |  | Guaros de Lara |

| San Lorenzo   | Statistiche        | Guaros de Lara |
| ------------- | ------------------ | -------------- |
|               | Statistiche        |                |
| 16/35 (45.7%) | Tiro da 2          | 18/46 (39.1%)  |
| 9/32 (28.1%)  | Tiro da 3          | 5/22 (22.7%)   |
| 5/7 (71.4%)   | Tiri liberi        | 10/14 (71.4%)  |
| 13            | Rimbalzi offensivi | 21             |
| 26            | Rimbalzi difensivi | 29             |
| 39            | Rimbalzi totali    | 50             |
| 10            | Assist             | 10             |
| 10            | Palle perse        | 12             |
| 3             | Palle rubate       | 9              |
| 7             | Stoppate           | 0              |
| 15            | Falli              | 17             |

| Quintetto titolare | Quintetto titolare | Quintetto titolare | Pt   | Rim  | Ass  |
| ------------------ | ------------------ | ------------------ | ---- | ---- | ---- |
| P                  | 19                 | Heissler Guillent  | 4    | 3    | 1    |
| AP                 | 6                  | Aaron Harper       | 7    | 1    | 0    |
| AG                 | 43                 | Néstor Colmenares  | 10   | 10   | 1    |
| AC                 | 2                  | Justin Williams    | 25   | 9    | 0    |
| C                  | 10                 | José Vargas        | 2    | 0    | 0    |
| Panchina:          |                    |                    |      |      |      |
| P                  | 4                  | David Cubillán     | n.e. | n.e. | n.e. |
| P                  | 8                  | Gregory Vargas     | 3    | 5    | 4    |
| AG                 | 11                 | Luis Bethelmy      | 6    | 4    | 0    |
| GA                 | 16                 | Rodney Green       | 17   | 3    | 3    |
| G                  | 20                 | Yohanner Sifontes  | 0    | 0    | 1    |
| C                  | 21                 | Brandon West       | 0    | 10   | 1    |
| Allenatore:        |                    |                    |      |      |      |
| Fernando Duró      |                    |                    |      |      |      |

## Statistiche

### Statistiche individuali
| Categoria       | Giocatore         | Squadra         | Media | Partite | Totale |
| --------------- | ----------------- | --------------- | ----- | ------- | ------ |
| Punti           | Rigoberto Mendoza | Capitanes C.M.  | 19.86 | 7       | 139    |
| Punti a partita | Andre Emmett      | Cap. de Arecibo | 23.0  | 6       | 138    |
| Rimbalzi        | Justin Williams   | Guaros de Lara  | 10.4  | 8       | 83     |
| Assist          | Yago Mateus       | Paulistano      | 6.3   | 7       | 44     |
| Stoppate        | Joel Anthony      | San Lorenzo     | 2.1   | 8       | 17     |
| Palle rubate    | Arnold Louis      | Las Animas      | 2.2   | 6       | 13     |
| % dal campo     | Ismael Romero     | Capitanes C.M.  | 65.3% | 7       | 49/75  |
| % tiro da 3     | Jonatan Machado   | Capitanes C.M.  | 53.3% | 7       | 8/15   |
| % tiri liberi   | Brandon Robinson  | Las Animas      | 90.0% | 6       | 36/40  |
| Triple segnate  | Evan Roquemore    | Paulistano      | 3.0   | 7       | 21     |

Fonte: (EN) Players Statistics, in FIBA.

### Statistiche di squadra
| Categoria      | Squadra         | Media | Partite | Totale  |
| -------------- | --------------- | ----- | ------- | ------- |
| Punti          | Franca          | 90.0  | 6       | 540     |
| Rimbalzi       | Guaros de Lara  | 46.6  | 8       | 373     |
| Assist         | Franca          | 19.8  | 6       | 119     |
| Stoppate       | San Lorenzo     | 5.0   | 8       | 40      |
| Palle rubate   | San Lorenzo     | 8.3   | 8       | 66      |
| % dal campo    | Capitanes C.M.  | 50.7% | 7       | 218/430 |
| % tiro da 3    | Franca          | 38.6% | 6       | 78/202  |
| % tiri liberi  | Cap. de Arecibo | 79.1% | 6       | 68/86   |
| Triple segnate | Paulistano      | 12.3  | 7       | 86      |

Fonte: (EN) Team Statistics, in FIBA.